# زين تايلور
زين تايلور (بالإنجليزية: Zane Taylor)‏ هو لاعب كرة قدم أمريكية أمريكي، ولد في 23 أبريل 1988 في موراي في الولايات المتحدة.

## وصلات خارجية
- زين تايلور على موقع مرجع كرة القدم المحترفة.كوم (الإنجليزية)